# Velocità di fuga

Analisi di Newton della velocità di fuga. Dalla cima di una montagna, un cannone spara dei proiettili con velocità sempre più grande. I proiettili A e B ricadono a terra. Il proiettile C percorre un'orbita circolare, D, invece, una ellittica. Il proiettile E si allontana dal pianeta.

La velocità di fuga è la velocità minima che un corpo, senza alcuna successiva propulsione, deve avere per potersi allontanare indefinitamente da un campo di forze a cui è soggetto. Viene anche chiamata in astronautica la seconda velocità cosmica (insieme con la prima e la terza, forma la tripletta di velocità notevoli riferite alla Terra per: mantenersi in orbita, allontanarsi indefinitamente dal campo gravitazionale terrestre, allontanarsi con abbastanza energia residua da poter uscire dal sistema solare).

## Descrizione
L'esempio classico per descrivere la velocità di fuga è quello esposto per la prima volta da Newton (in figura):
- un proiettile sparato dalla cima di una montagna in direzione parallela al suolo cadrà tanto più distante quanto maggiore sarà la velocità iniziale (trattazione balistica);
- se la distanza percorribile corrisponde alla circonferenza terrestre, il proiettile tornerà al punto di partenza (orbita circolare, prima velocità cosmica);
- con velocità maggiori, il proiettile percorrerà orbite ellittiche (leggi di Keplero), tornando comunque al punto di partenza;
- per velocità crescenti ci sarà un valore di soglia (seconda velocità cosmica, velocità di fuga) per cui il proiettile potrebbe allontanarsi indefinitamente dalla Terra.

Data la descrizione di Newton, si può descrivere il problema nel caso pratico del decollo di un veicolo spaziale, facendo riferimento al campo gravitazionale terrestre o di un altro pianeta. Inizialmente l'astronave è ferma sulla superficie terrestre, possiede solo l'energia potenziale riferita al centro della Terra, avrà bisogno di acquisire velocità, e quindi energia cinetica, fino a potersi mettere in orbita. L'astronave è inoltre immersa nell'atmosfera: l'attrito viscoso si oppone al movimento ed è variabile, dipende dalla velocità del veicolo spaziale, dalla densità dell'atmosfera, e necessita di una trattazione fluidodinamica. Mantenere un'orbita circolare a bassa quota richiederebbe velocità/energie enormi (un aereo dopo il decollo non può spegnere i motori), conviene infatti allontanarsi fino a quote dove l'attrito atmosferico è quasi trascurabile e la gravità è minore. Esempio: la stazione spaziale internazionale, per poter spegnere i motori, si è dovuta portare a 300/400 km di quota a 27 600 km/h (7,66 km/s); a quella quota l'accelerazione di gravità media non vale più 9,8 m/s² ma 9,3 m/s², inoltre 7,66 km/s è la prima velocità cosmica, invece la velocità di fuga a quell'altitudine è circa 10,8 km/s; la propulsione è comunque periodicamente necessaria perché l'attrito atmosferico, seppur molto basso a quella quota, non è trascurabile. 
Un altro effetto importante è dato dalla massa: irrilevante nel calcolo della velocità (vedi formula), è da considerare nel caso pratico in cui si voglia portare un corpo da velocità nulla fino a quella velocità (secondo principio della dinamica).
La velocità di fuga può essere calcolata anche nel caso di un campo di forze generato da più sorgenti (per esempio due pianeti vicini o due stelle binarie), e il campo non deve necessariamente essere gravitazionale (per esempio si può calcolare la velocità di fuga di una pallina di ferro dalla superficie di un grosso magnete, o da una sfera carica elettricamente: in questi due casi i campi sono rispettivamente elettrostatico e magnetostatico). 
Per una descrizione intuitiva, si pensi a un ipotetico salto dall'interno di una buca nel terreno: si può essere fermi o saltare all'interno della buca; saltando con poca velocità/energia iniziale si tornerà all'interno della buca, ma esiste la velocità/energia minima che permette di tornare a livello del terreno per poi muoversi liberamente. L'esempio entra di fatto nel linguaggio tecnico parlando di particella libera, gradino di potenziale, buca di potenziale. 

## Formula matematica per la velocità di fuga
Il modo più semplice di derivare la formula per la velocità di fuga è utilizzare la conservazione dell'energia. 

### Descrizione formale di velocità di fuga
Dato un corpo a distanza r dal centro di un campo di forze, la velocità di fuga può essere definita come la minima velocità necessaria per vincere l'energia potenziale del campo, cioè per potersi allontanare fino all'infinito e raggiungerlo con velocità residua nulla. 
Nell'uso comune il punto iniziale è posto sulla superficie di un pianeta o di un satellite, la distanza r da considerare sarà pertanto il raggio del pianeta. Una velocità così definita è una quantità teorica, perché presume che un oggetto sia sparato nello spazio come un proiettile, cioè con una spinta iniziale (impulso) idealmente istantanea che imprima all'oggetto la velocità di fuga. Nelle condizioni reali, la spinta è ottenuta con propulsione graduale.
Se un corpo è già in orbita (circolare o ellittica) la velocità/energia di fuga è quella che permette il raggiungimento di un'orbita parabolica (prima orbita aperta che raggiunge l'infinito a velocità nulla). Orbite a maggiori velocità/energie hanno traiettorie iperboliche e raggiungono l'infinito con velocità/energia residua non nulla.
Sulla superficie della Terra la velocità di fuga è pari a 11,2 km/s circa, ovvero poco più di 40000 km/h, mentre a 9000 km dalla superficie è circa 7 km/s: i razzi solitamente ottengono questa velocità con un'accelerazione continua dalla superficie fino a quell'altezza, oltre la quale il razzo si può allontanare indefinitamente dalla Terra per inerzia, cioè senza propulsione.

### Calcolo nel caso semplice di velocità di fuga da un corpo solo
Nel caso semplice di velocità di fuga da un corpo solo, o da una sola sorgente di gravità di massa {\displaystyle M}, si procede come segue: all'oggetto di massa {\displaystyle m}, a distanza {\displaystyle r} dal centro di gravità, viene fornita una velocità
{\displaystyle \mathrm {v} _{f}} che gli conferisce un'energia meccanica iniziale pari a:
{\displaystyle E_{m}(r)={\frac {1}{2}}\,m\,\mathrm {v} _{f}^{2}-G\,{\frac {M\,m}{r}}}
in cui: 
{\displaystyle \ G=6{,}67259\times 10^{-11}{\text{m}}^{3}{\text{kg}}^{-1}{\text{s}}^{-2}}
rappresenta la costante di gravitazione universale.
A distanza dal centro infinita e con velocità residua nulla entrambi i termini che contribuiscono all'energia meccanica si annullano: il primo (energia cinetica) perché è proporzionale al quadrato della velocità, il secondo (energia potenziale gravitazionale) perché è inversamente proporzionale alla distanza; quindi l'energia meccanica è {\displaystyle E_{m}(\infty )=0}. In base alla Legge di conservazione dell'energia meccanica, si trova:
{\displaystyle E_{m}(r)=E_{m}(\infty )\Rightarrow \displaystyle {\frac {1}{2}}\,m\,\mathrm {v} _{f}^{2}=G{\frac {M\,m}{r}}}
Questa relazione permette anche di definire la velocità di fuga {\displaystyle \mathrm {v} _{f}} come quella velocità a cui l'energia cinetica del corpo è pari al modulo della sua energia potenziale gravitazionale.
Risolvendo rispetto a {\displaystyle \mathrm {v} _{f}} si ha infine:
{\displaystyle \mathrm {v} _{f}={\sqrt {\frac {2GM}{r}}}\equiv {\sqrt {\frac {2\mu }{r}}}}
dove:
- {\displaystyle E} è l'energia cinetica del corpo;
- {\displaystyle m} è la massa del corpo;
- {\displaystyle U} è l'energia potenziale gravitazionale;
- {\displaystyle M} è la massa del pianeta;
- {\displaystyle G} è la costante gravitazionale;
- {\displaystyle r} è il raggio del pianeta;
- {\displaystyle \mu =GM} è nota, in campo aerospaziale, come costante gravitazionale planetaria.

Da notare che nella formula finale non è presente la massa del corpo in fuga, ma soltanto la massa che genera il campo gravitazionale (in questo caso il pianeta). Da questo si deduce che la velocità di fuga si applica anche ai corpi / particelle senza massa come per esempio la luce. A conferma diretta si ha che oltre l'orizzonte degli eventi di un buco nero non esce luce. Quest'ultima non è abbastanza veloce da sfuggire alla immensa forza gravitazionale ovvero la velocità della luce è inferiore alla velocità di fuga richiesta in quella zona.

## Velocità di fuga dai pianeti del sistema solare, dalla Luna e dal Sole
| Stella | Velocità di fuga alla superficie | Velocità di fuga alla superficie | Velocità di fuga alla superficie |
|        | in m/s                           | in km/s                          | in km/h                          |
| Sole   | 617.300                          | 617,3                            | 2.222.280                        |

| Pianeta  | Velocità di fuga alla superficie | Velocità di fuga alla superficie | Velocità di fuga alla superficie |
|          | in m/s                           | in km/s                          | in km/h                          |
| Mercurio | 4.435                            | 4,435                            | 15.966                           |
| Venere   | 10.400                           | 10,4                             | 37.440                           |
| Terra    | 11.200                           | 11,2                             | 40.320                           |
| Marte    | 5.000                            | 5,00                             | 18.000                           |
| Giove    | 59.600                           | 59,6                             | 214.560                          |
| Saturno  | 35.500                           | 35,5                             | 127.800                          |
| Urano    | 21.300                           | 21,3                             | 76.680                           |
| Nettuno  | 23.300                           | 23,3                             | 83.880                           |

| Satellite | Velocità di fuga alla superficie | Velocità di fuga alla superficie | Velocità di fuga alla superficie |
|           | in m/s                           | in km/s                          | in km/h                          |
| Luna      | 2.300                            | 2,30                             | 8.280                            |

## Velocità di fuga dai pianeti nani del sistema solare
| Pianeta nano | Velocità di fuga alla superficie | Velocità di fuga alla superficie | Velocità di fuga alla superficie |
|              | in m/s                           | in km/s                          | in km/h                          |
| Cerere       | 510                              | 0,51                             | 1.836                            |
| Plutone      | 1.200                            | 1,20                             | 4.320                            |
| Eris         | 2.700                            | 2,70                             | 9.720                            |